# Assassinat de Tessa Majors
L'assassinat de Tessa Majors fou un crim que es va produir a prop de Morningside Park a Morningside Heights, Manhattan, l'11 de desembre de 2019. Majors, un estudiant de divuit anys del Barnard College, va ser atacada i apunyalada per tres adolescents com a part d'un robatori. Majors va ser descoberta en estat de col·lapse i sagnant en una escala de sortida del Morningside Park i va ser transportada a un hospital proper, i finalment va sucumbir a les greus ferides.
Un dels sospitosos, un jove de tretze anys, va ser detingut l'endemà i acusat d'un delicte d'assassinat. Dos mesos més tard, dos sospitosos de catorze anys, Luchiano Lewis (nascut el 22 de febrer de 2005) i Rashaun Weaver (nascut el 3 d'abril de 2005), tots dos residents a la ciutat de Nova York, també van ser acusats d'assassinat. El 3 de juny de 2020, el jove de 13 anys (des de fa 14 anys) es va declarar culpable al jutjat de família d'un robatori en primer grau. El 21 de setembre de 2021, Lewis es va declarar culpable d'assassinat en segon grau i robatori en primer grau. El desembre de 2021, Weaver es va declarar culpable d'assassinat en segon grau, robatori en primer grau i robatori en segon grau. El jove de 13 anys va ser condemnat a 18 mesos de detenció al Centre Correccional Horizon al Bronx, mentre que Lewis va ser condemnat a nou anys a cadena perpètua i Weaver a 14 anys a cadena perpètua.

## Rerefons
Morningside Park va experimentar disset robatoris a la primavera del 2019 en comparació amb set robatoris l'any anterior. Els sospitosos d'aquests robatoris eren majoritàriament joves menors d'entre dotze i catorze anys. Els robatoris solien implicar "els mateixos nens una vegada darrere l'altra". Segons un informe, el Barnard College va estar absent de les sessions informatives locals sobre el delicte durant els mesos previs a l'assassinat de Majors encara que Barnard va rebre sessions informatives regulars del NYPD i una sessió informativa de seguretat formava part de l'orientació dels estudiants de primer any.

## Assassinat

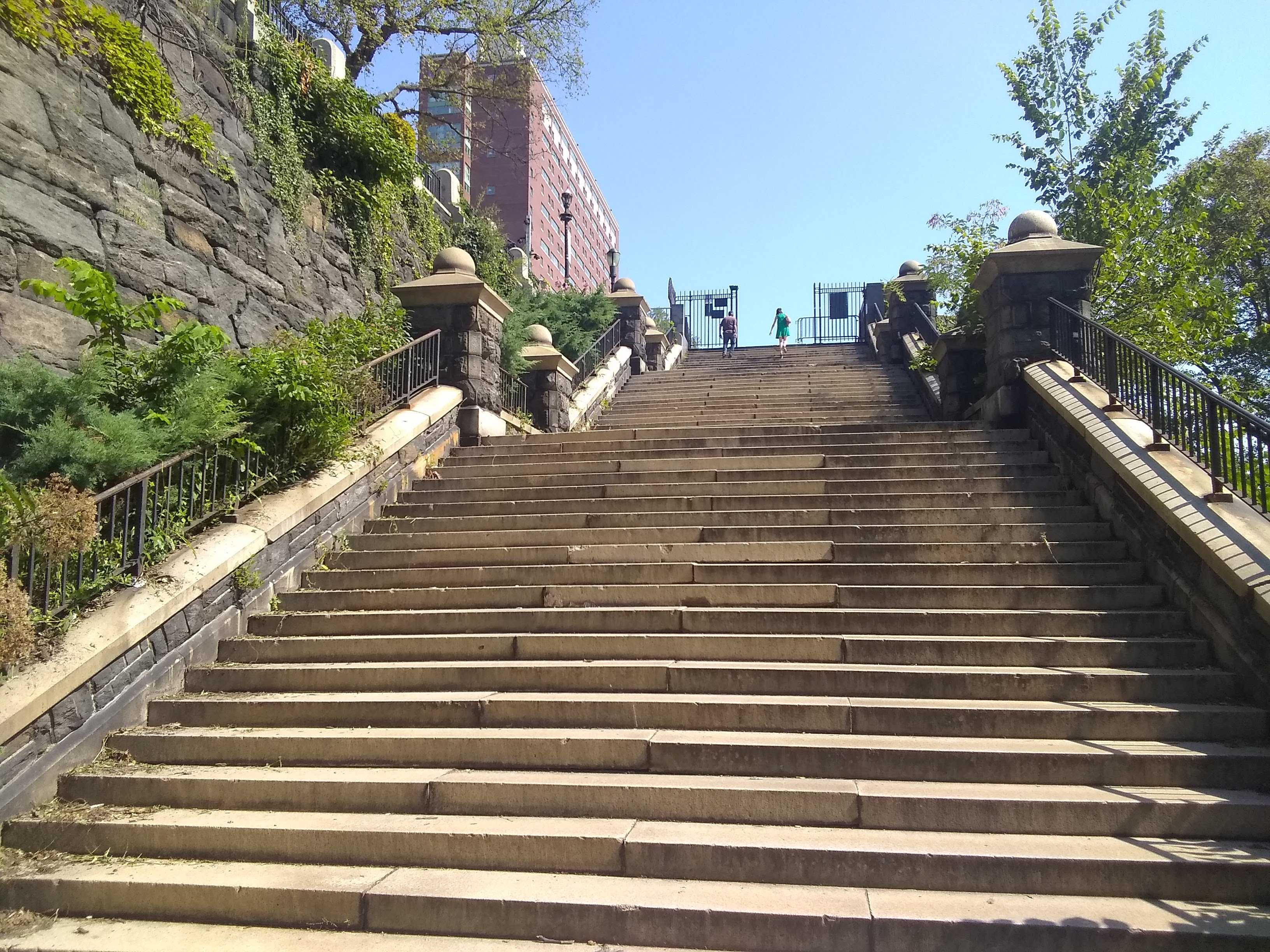
L'escala del carrer 116, prop d'on es va trobar Tessa Majors.

L'11 de desembre de 2019, Tessa Majors caminava per Morningside Park, a diverses illes del Barnard College. Poc abans de les 7:00 pm, tres persones van atacar Majors en una escala prop de 116th Street i Morningside Drive. La policia va especular inicialment que l'atac va ser un "robatori que va sortir malament". En una audiència de sentència de Lewis del 2021, el fiscal adjunt del districte Matthew Bogdanos va qualificar l'atac de llarg, intencionat i premeditat.
Segons la confessió del delinqüent de tretze anys, cap a l'hora de sopar, els tres sospitosos van anar al parc a robar gent. Van considerar diverses víctimes potencials, però finalment van decidir atacar Majors. El delinqüent va dir a la policia que els seus dos còmplices havien agafat Majors i van utilitzar un atac asfixiant com a contenció mentre buscaven objectes per robar-li. Majors va lluitar i es va negar a lliurar el seu telèfon mòbil. El delinqüent també va dir a la policia que un dels lladres va apunyalar Majors amb un ganivet. Segons un testimoni, un d'ells va cridar a Majors que li donés el telèfon. Aleshores, Majors va cridar demanant ajuda, cridant: "Ajudeu-me! M'estan robant!".
Segons el delinqüent de tretze anys, Majors va mossegar amb força un dels dits de l'atacant, fent-lo sagnar. El sospitós va admetre en la seva confessió que va apunyalar Majors després de ser mossegat. L'atacant va apunyalar a Majors diverses vegades al pit, amb una punyalada que va perforar-li el cor.
En una declaració llegida al tribunal durant la declaració de culpabilitat de Lewis, Lewis va dir que era idea de Weaver cometre robatoris al parc, però que no pensaven utilitzar un ganivet. A més, va declarar que Majors estava utilitzant el telèfon quan ell i els seus coacusats la van atacar i que Weaver va ser el primer a atacar-la per darrere. Segons Lewis, Weaver va amenaçar Majors, intentant forçar Majors a donar-li diners.
Després de l'altercat, els atacants van rebuscar a les butxaques de Majors i van fugir. Segons Lewis, després que el trio va fugir, Weaver li va dir que Majors l'havia mossegat. Aleshores, Majors van intentar pujar per les escales empinades que es troben a l'entrada del parc més propera a la universitat. Majors va pujar les escales trontollades i es va esfondrar a la cantonada de Morningside Drive i 116th Street, abans de ser trobada per un guàrdia de seguretat a la part superior de l'escala. Mentre encara estava conscient, Majors va explicar els fets a un testimoni del parc. La policia va arribar al lloc dels fets després d'una trucada al 911 i va trobar Majors amb múltiples punyalades. Majors va ser declarada morta a l'Hospital Mount Sinai Morningside.

## Investigació i sospitosos
L'endemà dels fets, la policia va detenir un home de tretze anys i el va acusar d'homicidi i robatori. El sospitós va ser detingut després d'haver-se enxampat mentre portava roba i sabatilles esportives que coincidien amb la descripció donada sobre els sospitosos.
La jutge Carol Goldstein va fixar la data del judici del sospitós per al 16 de març. També va negar les peticions dels seus advocats perquè fos posat en llibertat sota la custòdia de la seva tieta i l'oncle, a causa de la gravetat dels càrrecs contra ell. Per evitar els errors que es van produir durant el cas de Central Park Five 30 anys abans, la policia va trucar als fiscals al principi del cas. A més, tots els interrogatoris del jove de tretze anys es van gravar en vídeo.
Un segon sospitós, que tenia catorze anys, va ser detingut i alliberat el 12 de desembre. La policia no va poder localitzar el tercer sospitós, un jove de catorze anys, durant dues setmanes, però el va detenir el 26 de desembre després de fer pública la seva fotografia. Segons The New York Times, els detectius creuen que alguns membres de la família del jove, de catorze anys, l'estaven amagant fins que la marca de la mossegada de la seva mà va tenir temps de curar-se. Després de ser interrogat, el noi va ser posat en llibertat sota custòdia dels seus advocats a l'espera de la investigació.
El gener de 2020, es va anunciar que el cas contra els dos sospitosos de catorze anys passaria davant d'un gran jurat. El 14 de febrer de 2020, un dels joves de catorze anys que havia estat detingut el 26 de desembre va ser acusat pel gran jurat. El departament de policia de Nova York el va tornar a arrestar i el va acusar com a adult de dos càrrecs d'assassinat en segon grau, un de robatori en primer grau i tres de robatori en segon grau. Segons una denúncia penal, l'ADN d'aquest sospitós es va trobar sota les ungles de Majors. El sospitós hauria confessat al seu pare empresonat durant una conversa telefònica gravada. Segons els documents judicials, el sospitós va declarar que va intentar obtenir el telèfon de Majors de manera coercitiva.
Al febrer, un altre sospitós, de catorze anys, va ser detingut. Va ser acusat com a adult d'un assassinat en segon grau, dos càrrecs de robatori en primer grau i un de robatori en segon grau. Els dos sospitosos de catorze anys van ser jutjats el 19 de febrer i es van declarar innocents.
El 3 de juny de 2020, l'home de 13 anys detingut l'endemà de l'incident, i que des de llavors havia fet 14 anys, es va declarar culpable al jutjat de família d'un robatori en primer grau. La investigació policial de les imatges de vigilància havia demostrat que aquest menor, el més jove dels tres del grup, no havia tocat Majors durant el crim, cosa que, segons el fiscal, ha contribuït, juntament amb la seva jove edat i antecedents nets, a la seva decisió d'abandonar l'acusació d'assassinat si el nen es declarava culpable del robatori. El 15 de juny va ser condemnat a divuit mesos de presó. Tot i que els pares de Majors no van estar presents a la sentència, van presentar una declaració d'impacte de la víctima que es va llegir al jutjat. En el comunicat, van criticar l'acord que va conduir a la declaració de culpabilitat del delinqüent i van argumentar que "ha mostrat una total falta de remordiment o contrició pel seu paper en l'assassinat de Tessa Majors". També van criticar la decisió del delinqüent de recollir el ganivet i lliurar-lo a la persona que havia apunyalat Majors.
El 21 de setembre de 2021, Lewis es va declarar culpable d'assassinat en segon grau i robatori en primer grau. La notícia va ser ben rebuda per la família de Majors que va agrair a les autoritats la feina feta en aquest cas. El 14 d'octubre de 2021, Lewis va ser condemnat a un màxim de nou anys a cadena perpètua. El jutge va condemnar Lewis a més de tres anys addicionals pel robatori. Durant el seu temps a la presó, Lewis havia estat involucrat en múltiples baralles i va cometre contraban que podria haver estat utilitzat per obtenir armes. També va ser detingut de nou per un delicte d'agressió després d'un violent encontre amb un altre reclús sobre una manta. Lewis estaria complint la seva condemna a la instal·lació correccional de Marcy a Marcy, Nova York.
El 16 de desembre de 2021, Weaver es va declarar culpable d'un càrrec d'assassinat en segon grau, un delicte de robatori en primer grau i un delicte de robatori en segon grau. A l'audiència, Weaver va reconèixer que "va causar intencionadament la mort de Tessa Majors apunyalant-la amb un ganivet". Va ser condemnat a 14 anys de presó perpètua el 19 de gener de 2022. Actualment, Weaver està complint la seva condemna a la instal·lació correccional Great Meadow a Fort Ann, Nova York.

## Víctima
Tessa Rane Majors (11 de maig de 2001  –  11 de desembre de 2019), també coneguda com Tess, era de Charlottesville, Virgínia. Majors es va graduar a l'escola St. Anne's-Belfield el maig de 2019 i va ser estudiant de primer semestre al Barnard College, una escola privada exclusivament per a dones a Manhattan. Majors cantava i tocava el baix en una banda, Patient 0, que havia publicat recentment un àlbum. La banda havia tocat el seu primer concert a la ciutat de Nova York aquella tardor, i tenia previst tocar dos espectacles més a Charlottesville durant les vacances d'hivern. Majors també va dirigir el club d'escriptura creativa a l'escola secundària, que va recórrer a través del país i es van oferir voluntaris en campanyes polítiques. Va ser becària a l'Augusta Free Press durant la primavera de 2019, i tenia interès pel periodisme, planejant estudiar periodisme a la universitat. El pare de Majors era professor d'anglès a la Universitat James Madison i autor de sis llibres.

## Conseqüències del crim

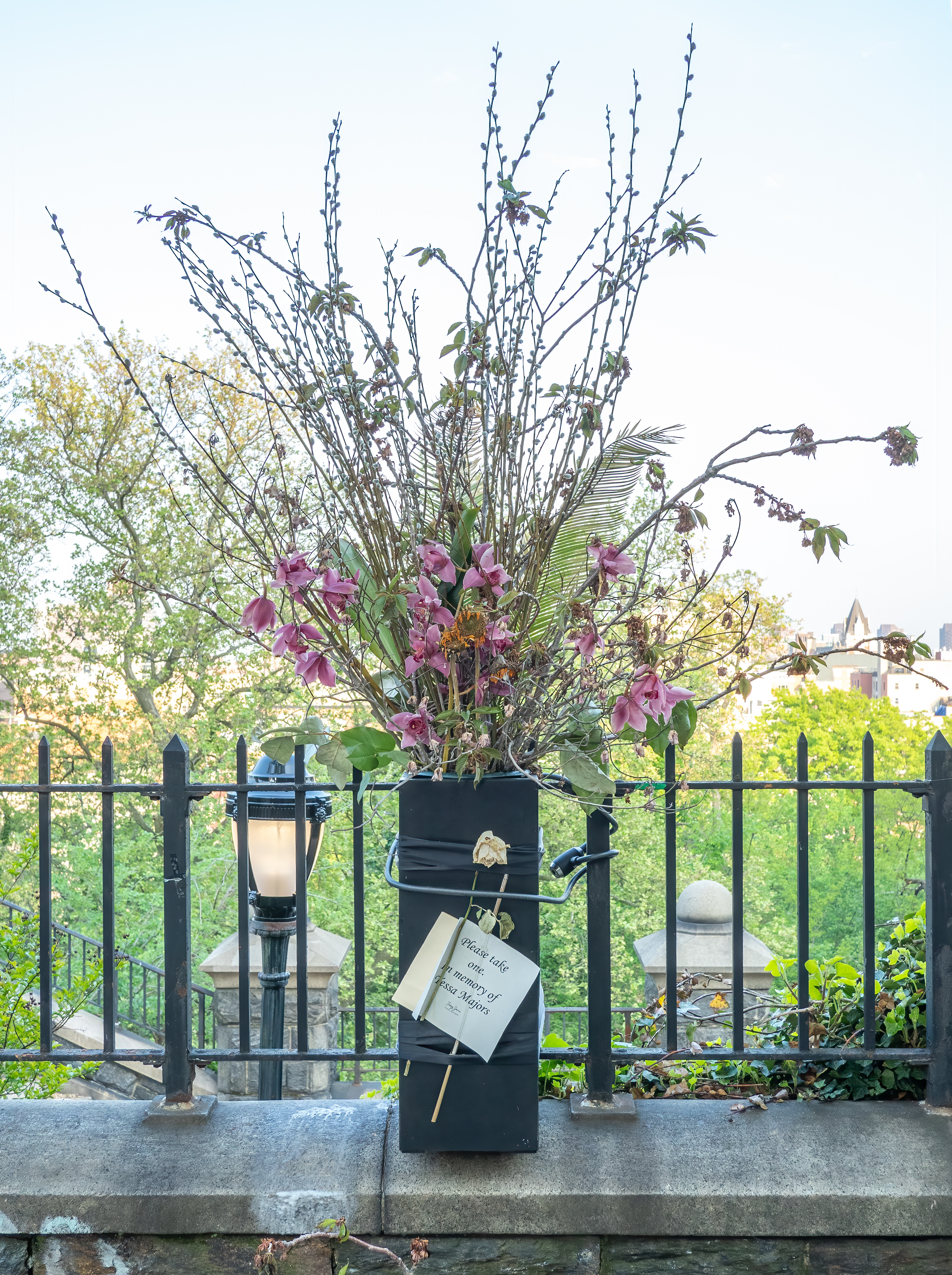
Memorial al llarg d'una tanca del parc a Morningside Drive el maig de 2021.

L'atac va provocar noves mesures de seguretat al Morningside Park, incloses les cabines de guàrdia les 24 hores fora del parc. També es va ampliar l'horari de funcionament del bus llançadora de seguretat nocturna. Es va prometre finançament addicional per a mesures de seguretat al Morningside Park, així com per arreglar la il·luminació exterior. El NYPD es va comprometre a posar agents addicionals per patrullar el parc i la Universitat de Colúmbia va prometre més guàrdies de seguretat. Mark D. Levine, membre del Consell de la ciutat de Nova York, va anunciar que estava intentant aconseguir fons per afegir càmeres de seguretat que els agents de policia poguessin controlar en temps real.

## Reacció al succés
L'assassinat de Majors va obtenir una cobertura informativa considerable i es va derivar a un afer polític, en part perquè els delictes violents havien caigut significativament a la ciutat de Nova York els anys anteriors.
El cas va ser especialment remarcable per les edats joves dels sospitosos. Els menors de quinze anys representen només una petita fracció (significativament menys de l'1%) dels arrestats per assassinat cada any. A més, com que els sospitosos eren negres i la víctima de l'assassinat era blanca, es diu que l'assassinat va fer "ressorgir les tensions racials i de classe de llarga durada entre la Universitat de Colúmbia i el barri de Harlem, que es va gentrificant ràpidament".
The New York Times ha comparat el cas amb el cas del jogger de Central Park de 1989, que es va produir a prop al North Woods de Central Park. Ambdós casos van implicar una jove víctima femenina i presumptes joves autors, tot i que els sospitosos del cas de 1989 tenien els seus càrrecs anul·lats. Aquesta comparació amb el cas dels corredors es va fer ressò per Time i Star Tribune. Gale Brewer, el president del districte de Manhattan, va instar els detectius a procedir amb precaució per evitar un resultat similar al cas del corredor. En un esforç per evitar els errors comesos per la policia 30 anys abans, tots els interrogatoris dels sospitosos del cas Tessa Majors es van gravar en vídeo. La revista New York Magazine ho va anomenar un crim definitiu i un cop generacional per als novaiorquesos.
El 2021, la premsa va remarcar que la zona de Morningside Park va continuar plantejant problemes de seguretat similars a l'assassinat de Majors, i quan es va produir l'assassinat de Davide Giri l'any 2021, el New York Times ho va anomenar "una repetició estranya".